# Kurushi
Kurushi (titre original, I.Q.: Intelligent Qube) est un jeu vidéo de réflexion développé par le studio G-Artists et édité par Sony Computer Entertainment en 1997 sur PlayStation.
Le joueur contrôle un personnage sur un plateau composé de cubes, son objectif est de détruire le mur de cubes qui avance vers lui en roulant avec sa capacité de laisser des marques au sol qui détruisent les cubes lors de leur désactivation.

## La série
- 1997 : Kurushi
- 1999 :  Kurushi Final: Mental Blocks
- 2006 : Kurushi Mania

## Postérité
En 2018, la rédaction du site Den of Geek mentionne le jeu en 41e position d'un top 60 des jeux PlayStation sous-estimés : « Kurushi est un puzzle game qui, sous ses airs simples, est diaboliquement stimulant, addictif et coriace. »